# Fontaine’sche Wasserturbine Rösrath

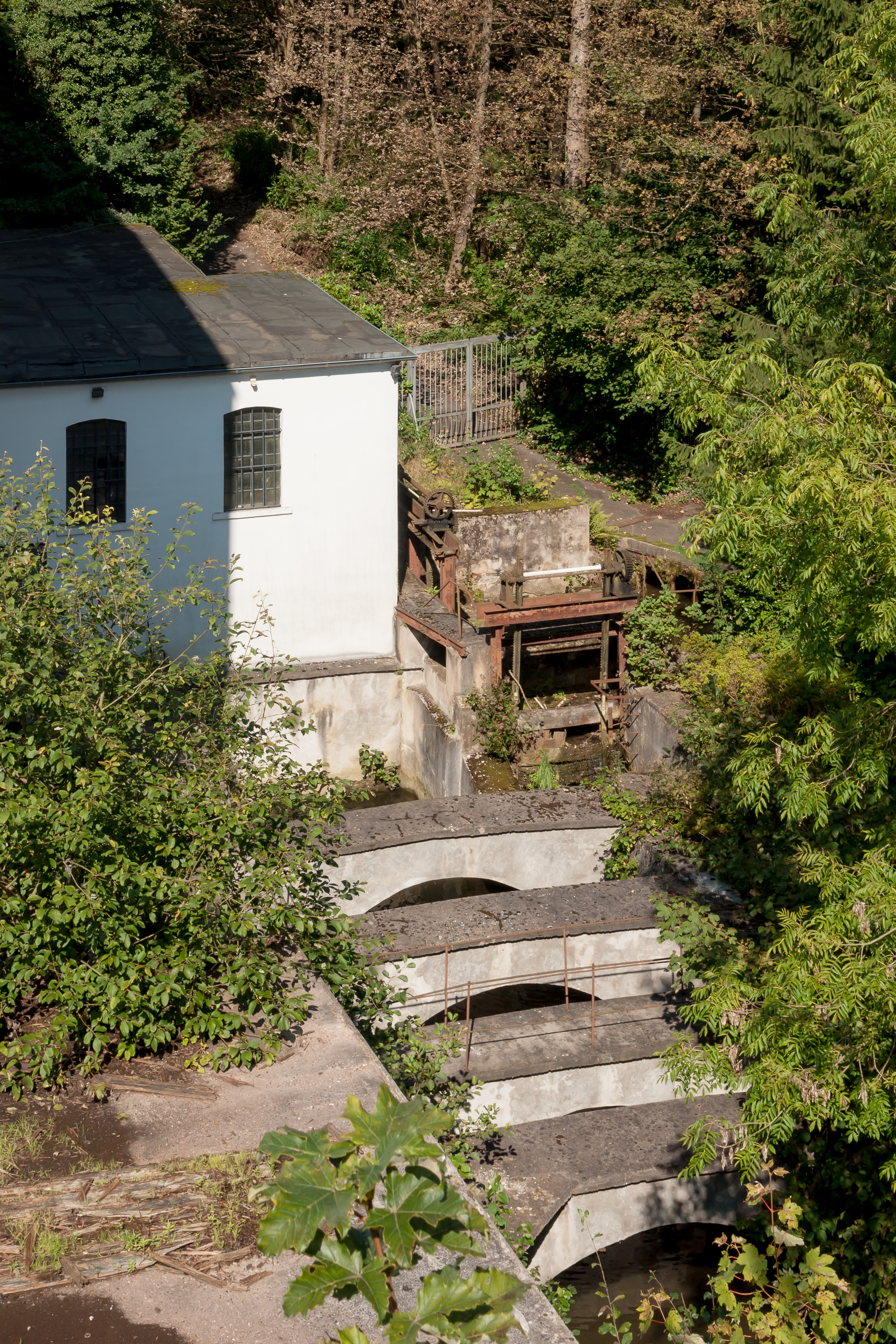
Das Turbinenhaus der historischen Durchströmturbine

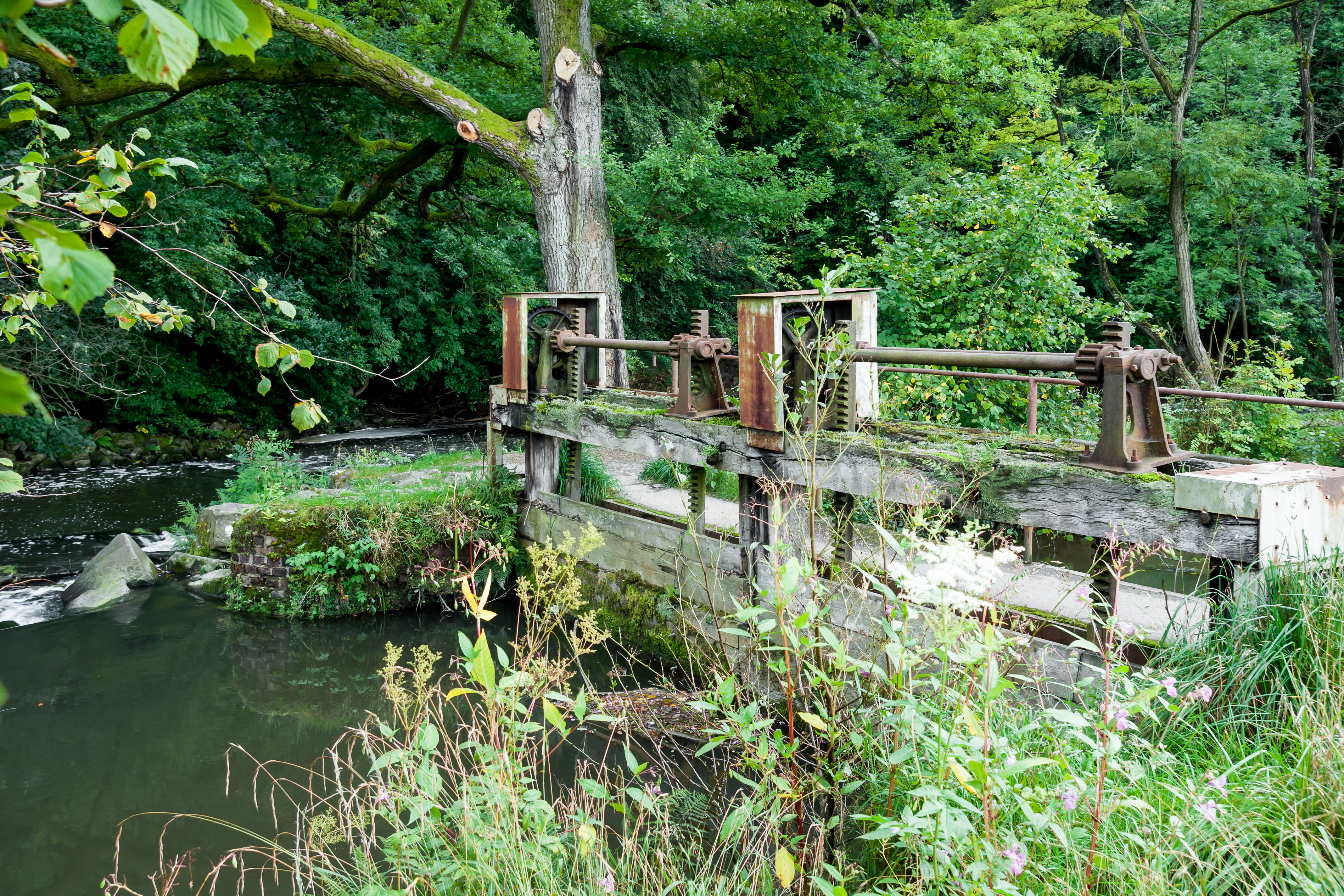
An der flussaufwärts gelegenen Wehranlage wurde das Wasser für die Turbine abgezweigt. Das Wehr ist ein eigenständiges Baudenkmal.

Die Fontaine’sche Wasserturbine ist ein Industriedenkmal in Rösrath. Die 1892 erbaute Turbine repräsentiert den seltenen Typ einer Durchströmturbine. Sie wird als letzte erhaltene Turbine dieser Art betrachtet.

## Denkmalbeschreibung
Die Turbine diente bereits den Rösrather Thonwerke Benfey & Co. und seit 1908 der Lederfabrik Stark & Biedermann als Antriebsquelle. Sie ist eingebaut in einen eingeschossigen, verputzten Massivbau mit hohem Kellergeschoss, der der Fabrik zur Flussseite hin vorgelagert ist. Die vertikale Turbinenachse der Queva-Turbine mit Fontaine’schem Oberzapfen reicht bis in das mit einem Eichenfußboden vom Keller getrennte Erdgeschoss und trieb hier, verbunden mittels Kegelradgetriebe, eine horizontale Welle mit Transmissionsrädern an. Die Horizontalwelle befand sich in einem stollenartig schmalen Raum mit schrägen Verbindungsschächten für die nach oben führenden Transmissionsriemen in die darüber liegenden ehemaligen Produktionsebenen. Das Antriebswasser – bis zu 2500 Liter pro Sekunde bei einem  Gefälle von 2,1 Metern – floss über einen Leitapparat auf den doppelten Kranz des Laufrads. Bei der größten Wassermenge leistete die Turbine 52,5 PS. Durch hölzerne Schütztafeln konnte überflüssiges Wasser am Turbinenhaus vorbei direkt in den Abzugsgraben geleitet werden. Die Turbine erreichte einen Wirkungsgrad von 85 %, was deutlich über dem der bisher üblichen Wasserräder lag.

## Denkmalschutz
Die Wasserturbine wurde am 28. Februar 2008 auf Betreiben der Besitzer als Baudenkmal Nr. 92 in die Liste der denkmalgeschützten Bauwerke der Stadt Rösrath eingetragen. Der besondere Denkmalwert wurde durch ein Gutachten des Rheinischen Amtes für Denkmalpflege nachgewiesen. Das Denkmal steht in direktem Zusammenhang mit dem Denkmal Nummer 85 „Wehranlage/Mühlengraben an der Sülz“, an dem das Wasser für die Turbine von der Sülz abgezweigt wurde.

## Geschichtlicher Hintergrund
Die Turbine und die dazu gehörige Fabrikanlage waren von Beginn an mit Schloss Eulenbroich verbunden. Bevor Emil Biedermann Anfang des 20. Jahrhunderts Haus Eulenbroich kaufte und nach Entwürfen des Kölner Architekten Hermann Eberhard Pflaume zu einer großbürgerlichen Villa umbauen ließ, war es im 19. Jahrhundert im Besitz des Kölner Fabrikanten Robert Rohr gewesen, der sich 1851 hier als Rösrather Bürgermeister niederließ. Rohr hatte aus der nahe gelegenen Ziegelei die Fabrikanlage gemacht, in der Johann Heuser 1892 die Rösrather Thonwerke Benfey & Co. gründete, die Dachziegel produzierte. Nach dem Zweiten Weltkrieg musste Familie Biedermann der englischen Besatzung weichen und zog in die Villa Hahnburg. Dieses Gebäude war 1882 von Gutsbesitzer J. E. Hahn errichtet worden. Zwischen Fabrik und Haus Eulenbroich hatte er eine Parklandschaft mit Wegen, Teichen, Gräben, Dämmen, Schleusen und exotischen Bäumen geschaffen, die zum Teil heute noch erhalten ist, während die Villa Hahnburg in den 1980er Jahren zur Anlage eines öffentlichen Parks abgebrochen wurde. Von besonderer Bedeutung in diesem weitläufigen Gelände ist der Mühlengraben, der nicht nur die Turbine in der Fabrik, sondern auch das Mühlrad der weiter talwärts gelegenen Klostermühle antrieb.
Die „Rösrather Thonwerke Benfey & Co“ installierten 1892 die heute noch vorhandene Durchströmturbine zum Betrieb der Walzwerke, Tonscheider, Vor- und Nachpressen der Fabrik. Dieser Turbinen-Typ war nicht so verbreitet wie die tangentiale Bauart (z. B. die Francis-Turbine). Ein Zulaufgraben von der Sülz führte das Wasser zu der Turbine, die über Transmissionsriemen die Maschinen der Tonfabrik und bis 1927 der nachfolgenden Lederfabrik antrieb.
1907 übernahm die aus dem thüringischen Schmalkalden stammende Firma Stark & Biedermann die Gebäude der ehemaligen Rösrather Tonwerke und richtete unter hohen Auflagen eine Gerberei und Lederfabrikation ein, die zunächst 40, später bis zu 80 Rösrathern Arbeitsplätze bot. Ein neu gebautes Kessel- und Maschinenhaus lieferte Wasser- und Dampfkraft. Stark & Biedermann produzierte Lederartikel für den industriellen Bedarf, zum Beispiel Transmissionsriemen. Kriegsaufträge beflügelten das Werk 1915, und selbst nach zwei Bränden in den Jahren 1929 und 1935 erlebte die Fabrik wieder eine Blütezeit, bis der Rohstoffmangel im Zweiten Weltkrieg den Niedergang einleitete. 1962 wurde der Fabrikbetrieb mit seinem veralteten Maschinenpark unrentabel und eingestellt. Eine neue Funktion erhielten die Gebäude als Möbelmarkt, bis sie teilweise abgetragen wurden und Platz für die neuen Märkte machten. Der östliche Teil, von der Straße aus nicht sichtbar, ist jedoch erhalten und zu Wohnzwecken umgebaut worden. Im Untergeschoss dieses Gebäudes befindet sich die historische Turbinenanlage.
Die Turbine selbst wurde von Stark & Biedermann bis 1927 zum Antrieb des Maschinenparks eingesetzt. Danach blieb sie ungenutzt, die Maschinen liefen nun elektrisch.

## Technische Beschreibung

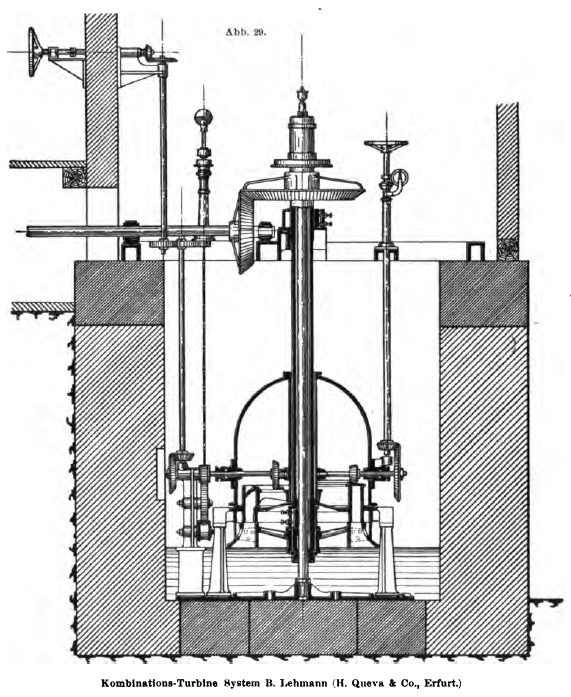
Funktionsprinzip einer Lehmann’schen Kombinationsturbine

Der Konstrukteur der „Fontaine’schen Wasserturbine“ in Rösrath war der Ingenieur J.C. Bernhard Lehmann, Inhaber der Firma Queva & Comp. in Erfurt. In einem seiner Aufsätze „Über Turbinen“ in der Zeitschrift des Vereins Deutscher Ingenieure (1879) beschreibt er die unterschiedlichen Turbinensysteme:

„Die Unterscheidung der Turbinen nach Systemen kann nur nach zwei Eintheilungsgründen erfolgen, nämlich nach dem Wirkungsprincip des Wassers in der Turbine und nach der Construction der Turbine. Nach dem Wirkungsprinzip des Wassers in der Turbine werden unterschieden Reactionsturbinen, bei denen das Wasser grösstentheils durch rückwirkenden Druck arbeitet, und Actionsturbinen, bei denen das Wasser ganz oder grösstentheils durch direct wirkenden Druck arbeitet.“

Bei der Rösrather Turbine wurden beide Wirkprinzipien miteinander kombiniert. Der Leitapparat, der das Wasser dem Rotor zuführt, besteht bei dieser Turbine aus zwei Kränzen. Der äußere Kranz wurde ständig mit Wasser beaufschlagt. Nach dem Aktionsprinzip durchströmt das Wasser die Turbine ohne oder mit nur geringem Überdruck und wirkt so auf das Laufrad. Durch eine spezielle Formgebung – die "Rückschaufelung – wurde der Druck auf den Rotor noch weiter erhöht.
Die Firma Stark & Biedermann hatte ein Wasserrecht, das die Entnahme von 2,5 m³/s Wasser aus der Sülz erlaubte. Durch den Obergraben wurde das Wasser der Turbine zugeleitet und strömte durch den äußeren Kranz. Es ist davon auszugehen, dass die Turbine Tag und Nacht Bewegungsenergie u. a. für die ständig laufenden Lederwalktrommeln erzeugen musste.
Der innere Kranz des Leitapparates wurde mittels zweier Rollschützen reguliert. Dazu verringerte man den Durchfluss und erhöhte den Druck auf das Läuferrad (Reaktionsprinzip). Rollschützen sind zwei armierte Lederdecken, die auf zwei konischen Rollen aufgewickelt werden. Sie hatten in praktischer Hinsicht viele Vorzüge. Zunächst dichtete das Leder vollkommen ab. Die Rollschützen wurden durch den Wasserdruck fast gar nicht belastet, so dass sie einen gleichmäßigen leichten Gang behielten. Auch konnten im Wasser mitgeführte kleinere Verunreinigungen den Rollschützen nichts anhaben, da sie einfach über kleine Hindernisse hinweg rollten. Diese Rollschützen wurden bei Turbinen mit einem Gefälle bis zu 3 Meter eingesetzt. Durch sie wurden die beaufschlagten Zellen verengt.

„Nach dem zweiten Eintheilungsgrunde, nach der Construction unterscheidet man die Turbinen nach der Lage des Leitapparates zum Laufrad in Axial- und Radialturbinen, letztere wiederum in solche mit innerer und in solche mit äusserer Beaufschlagung, nach dem Füllgrade des Laufrades in Vollturbinen und in Partialturbinen.“

Die Rösrather Turbine ist eine Axialturbine, bei der das Wasser parallel zur Achse durch das Laufrad strömt. Gleichzeitig ist sie aber auch eine Vollturbine, da alle Kanäle des Laufrades mit Wasser durchströmt werden. Die „Fontaine’sche Wasserturbine“ der Lederwerke Stark & Biedermann ist also eine Axial-Vollturbine mit einer Kombination aus Aktions- und Reaktionsprinzip. Sie wurde als Doppelkranzturbine ausgeführt, da wahrscheinlich auch schon früher die Sülz starken Wasserschwankungen unterlag und mit dieser Konstruktion eine möglichst gleichbleibende Geschwindigkeit und ein hoher Wirkungsgrad erreicht werden konnte.
Der doppelkranzige Leitapparat ruht in einem gusseisernen Tragering, der auf fünf Säulenfüßen steht und außerdem mit an zwei über dem Oberwasserspiegel liegenden, wohl für die Aufnahme der ehemals vorhandenen Regulierungsvorrichtung bestimmten, Doppel-T-Trägern aufgehängt ist. Aus Konstruktionszeichnungen für andere Turbinen ist bekannt, dass Lehmann grundsätzlich den Laufradkranz mit verschiedener Schaufelhöhe konstruierte und dass dieser in einer Hohlguss-Rosette ruht. Um Verwirbelungen am Laufrad zu minimieren und damit die Effektivität des Rotors zu erhalten, wurden Ventilationsrohre mit der äußeren Atmosphäre in Verbindung gebracht. Die hohle Welle drehte sich wahrscheinlich um die in einem massiv verankerten Fuß ruhende Spindel. Diese wiederum ist oberhalb mit dem sogenannten Fontaine’schen Zapfen verbolzt. Diese Zapfenanordnung – hohle Turbinenwelle und fest stehender Zapfenspindel, der Fontaine’sche Zapfen – war eine wesentliche technische Errungenschaft der damaligen Zeit. In Fall der Rösrather Turbine handelt es sich um einen Fontaine’schen Oberzapfen (Endzapfen) mit innerem Spurgehäuse zur Spurlagerung. In diesem Spurgehäuse liegt die innen hohle Welle, die durch eine spezielle Dichtung, die Liderung, gegen Ölabfluss gesichert ist.

## Rezeption
Im Rahmen der Expedition Heimat des Rheinisch-Bergischen Kreises und mit großer Unterstützung der Besitzerin Yvonne Biedermann-Ridder sowie des Landschaftsverbandes Rheinland und der Deutschen Gesellschaft für Mühlenkunde und Mühlenerhaltung wurde 2010 die denkmalgeschützte Anlage erstmals der Öffentlichkeit präsentiert.
Im Februar 2014 wurde die Wasserturbine der Öffentlichkeit als „Denkmal des Monats“ vorgestellt. Mit dem Anspruch, die Anliegen des Denkmalschutzes und der lokalen Geschichtsforschung ins Bewusstsein der Bürger zu rücken, rückt das „Denkmal des Monats“ jedes Jahr zehn Denkmäler oder denkmalwürdige Objekte der Stadt Rösrath ins Licht der Öffentlichkeit. Die Auswahl der Denkmäler erfolgt durch ein Gremium, bestehend aus Vertretern des Stadtrates, der Stadtverwaltung, des Geschichtsvereins Rösrath sowie einem fachkundigen Bürger.